# Jean-Baptiste Beaumont
Pour les articles homonymes, voir Beaumont.
Jean-Baptiste Beaumont né le 5 septembre 1770 à Baume-les-Dames et mort à Versailles le 7 janvier 1852 est un sculpteur français.

## Biographie
Jean-Baptiste Beaumont, né en 1770, étudie la sculpture dans l'atelier de Pierre Cartellier, puis se rend en Italie où il séjourne onze ans.
À son retour, en 1801, il est nommé professeur de sculpture à l'école centrale du Doubs, emploi qu'il conserva jusqu'à la fermeture de cette école. Il travaille ensuite à restaurer les tombeaux de Saint-Denis et les sculptures de l'église de la Sorbonne à Paris. Au Palais-Royal, il participe aux travaux de décoration de la salle du Tribunal construite par l'architecte Claude-Étienne Beaumont qui était sans doute son parent. De 1812 à 1823, il exécute les bas-reliefs qui ornaient la façade de l'ancien Opéra. De 1823 à 1848, il exerce la charge d'entretenir en bon état les bassins et statues du parc de Versailles, de Trianon et de Saint-Cloud, charge pour laquelle il reçoit une indemnité mensuelle de cent francs. C'est lui qui, en 1832, a la première idée de convertir le palais de Versailles en un musée national afin de sauver cette résidence de la ruine qui la menaçait.
Il prend part aux Salons de 1822, 1827 et 1833.
Il est le père du peintre Charles-Édouard de Beaumont.
Jean-Baptiste Beaumont meurt à Versailles le 6 janvier 1852.

## Œuvres
- Bas-reliefs ornant jadis la façade de l'Opéra Le Peletier à Paris, années 1812-1823.
- Un Grand maître de l'ordre des Templiers, buste, Salon de 1822 (no 1358).
- Louis XVII, médaillon en marbre, Salon de 1827 (n° 1056), d'après un dessin de 1795 par l'architecte François-Joseph Bélanger réalisé dans la prison du Temple.
- Le Dauphin, mort à Meudon, médaillon en marbre, Salon de 1827 (no 1057).
- Philippe d'Orléans, grand maître de l'ordre des Templiers, buste en plâtre, Salon de 1833 (no 2459).